# Lijn D (metro van Rome)

De zakenwijken van het SDO in het rood op de kaart van Rome

Lijn D is een geplande metrolijn in de Italiaanse hoofdstad Rome. 

## Geschiedenis

### Oost
De eerste aanzet voor de lijn was de OV-component van het SDO-plan dat in 1965 werd goedgekeurd. Het idee achter het Sistema Direzionale Orientale -vrij vertaald: (hoofd)kantorenstelsel in het oosten- was om de bedrijven uit de binnenstad te verplaatsen naar zakenwijken, zoals EUR, aan de oostrand van het centrum om daarmee het wegverkeer in de binnenstad te verminderen en tegelijk de bedrijven optimaal bereikbaar te maken per auto. De grote nieuwe zakenwijken zouden worden gebouwd in Pietralata vlak ten oosten van station Roma Tiburtina en bij het militaire vliegveld bij Centocelle. De autostrade uit Milaan en Napels zouden binnen de ringweg worden doorgetrokken tot Centocelle waar een zijtak, door een tunnel onder de Via Appia Antica, naar EUR zou lopen. De woonwijken en zakenwijken zouden onderling verbonden worden met een noord-zuid metrolijn, lijn D, die ten noorden van Centocelle in de middenberm van de autoweg zou lopen. Ten zuiden van Centocelle zou bij Numidio Quadrato een kruisingsstation met lijn A komen en het zuidelijke eindpunt zou bij EUR komen. In het kader van de verlenging van lijn B naar Rebibbia, begin jaren 80, werd het metrostation bij de geplande zakenwijk Pietralata als kruisingsstation met lijn B aangewezen. Behalve korte stukken autoweg en de ruwbouw van twee metrostations (41° 57′ 50″ NB, 12° 31′ 38″ OL en 41° 57′ 31″ NB, 12° 32′ 8″ OL) met aansluitende bedding in de middenberm van het Viadotto Giovanni Gronchi bij Vigne Nuove, is van het SDO-plan eigenlijk alleen het bestuurscentrum van de regio Lazio, het centro direzionale Caravaggio, gerealiseerd. In 2008 werd het SDO-plan officieel ingetrokken. 

### West
Nog voordat het SDO-plan officieel was ingetrokken werd in 2007 een nieuwe route voor lijn D tussen de noordoostelijke wijken en EUR ontwikkeld. Dit tracé loopt niet door de oostelijke wijken van de stad maar ten westen van en parallel aan lijn B door het centrum en ten zuiden van de Piazza Venezia over de westelijke oever van de Tiber. Net als de van stapel gehaalde lijn C is ook dit traject van lijn D bedoeld om de druk op de lijnen A en B in het centrum te verminderen en de bezoekers beter te spreiden over de stad. De kruising met lijn A zou komen bij Spagna en de kruising met lijn B bij EUR Magliana. Onder de Piazza Venezia werd een kruisingsstation met lijn C gepland en er werd besloten om lijn B1 door te trekken naar Jonio en daarmee een aansluiting op Lijn D te realiseren. De bouw van de vierde Romeinse metrolijn zou in 2011 beginnen, maar de aanbesteding werd in 2012 ingetrokken zodat de realisatie ongewis is.

## Stations in het plan van 2007
| Station        | Overstappunt | Foto * | Type                         | Geopend          | Ligging                        | Opmerkingen                                                               |
| -------------- | ------------ | ------ | ---------------------------- | ---------------- | ------------------------------ | ------------------------------------------------------------------------- |
| Ojetti         |              | 60 !   |                              | 0 !              | 41° 57′ 4″ NB, 12° 33′ 37″ OL  |                                                                           |
| Pugliese       |              | 70 !   |                              | 0 !              | 41° 56′ 48″ NB, 12° 33′ 13″ OL |                                                                           |
| Talenti        |              | 80 !   |                              | 0 !              | 41° 56′ 38″ NB, 12° 32′ 39″ OL |                                                                           |
| Adriatico      |              | 90 !   |                              | 0 !              | 41° 56′ 35″ NB, 12° 32′ 14″ OL |                                                                           |
| Jonio          |              | 140 !  | ondiep gelegen zuilenstation | 21 april 2015    | 41° 56′ 49″ NB, 12° 31′ 39″ OL |                                                                           |
| Prati Fiscali  |              | 300 !  |                              | 0 !              | 41° 56′ 45″ NB, 12° 30′ 58″ OL |                                                                           |
| Salario        |              | 310 !  |                              | 0 !              | 41° 56′ 34″ NB, 12° 30′ 36″ OL | Overstapmogelijkheid op regionale spoorlijn FL1                           |
| Vescovio       |              | 320 !  |                              | 0 !              | 41° 55′ 59″ NB, 12° 30′ 44″ OL |                                                                           |
| Nemorense      |              | 330 !  |                              | 0 !              | 41° 55′ 41″ NB, 12° 30′ 42″ OL |                                                                           |
| Verbano        |              | 340 !  |                              | 0 !              | 41° 55′ 24″ NB, 12° 30′ 25″ OL |                                                                           |
| Buenos Aires   |              | 350 !  |                              | 0 !              | 41° 55′ 5″ NB, 12° 29′ 60″ OL  |                                                                           |
| Fiume          |              | 360 !  |                              | 0 !              | 41° 54′ 39″ NB, 12° 29′ 54″ OL |                                                                           |
| Spagna         |              | 560 !  | dubbelgewelfdstation         | 19 februari 1980 | 41° 54′ 23″ NB, 12° 28′ 59″ OL |                                                                           |
| San Silvestro  |              | 570 !  |                              | 0 !              | 41° 54′ 9″ NB, 12° 28′ 52″ OL  | Bezienswaardigheid : Trevi fontein                                        |
| Venezia        |              | 670 !  |                              | 0 !              | 41° 53′ 44″ NB, 12° 28′ 58″ OL |                                                                           |
| Mastai         |              | 700 !  |                              | 0 !              | 41° 53′ 14″ NB, 12° 28′ 23″ OL |                                                                           |
| Nievo          |              | 720 !  |                              | 0 !              | 41° 52′ 48″ NB, 12° 28′ 1″ OL  |                                                                           |
| Trastevere     |              | 730 !  |                              | 0 !              | 41° 52′ 23″ NB, 12° 27′ 57″ OL | Overstapmogelijkheid op het stadsgewestelijk net, lijnen: FL1, FL3 en FL5 |
| Fermi          |              | 740 !  |                              | 0 !              | 41° 51′ 51″ NB, 12° 28′ 10″ OL |                                                                           |
| Dante          |              | 750 !  |                              | 0 !              | 41° 51′ 7″ NB, 12° 28′ 2″ OL   |                                                                           |
| Magliana Nuova |              | 760 !  |                              | 0 !              | 41° 50′ 52″ NB, 12° 27′ 37″ OL |                                                                           |
| EUR Magliana   |              | 820 !  | talud                        | 10 augustus 1924 | 41° 50′ 22″ NB, 12° 27′ 48″ OL | Kruising met Metro B en overstapmogelijkheid op spoorlijn Roma-Lido       |
| Agricoltura    |              | 830 !  |                              | 0 !              | 41° 50′ 13″ NB, 12° 28′ 16″ OL |                                                                           |

* De sorteerwaarde van de foto is de ligging langs de lijn